# Programa New Frontiers
El programa New Frontiers (Nuevas Fronteras, en español) consiste en una serie de misiones de exploración espacial que se está llevando a cabo por la NASA con el fin de investigar varios planetas del sistema solar, incluyendo Júpiter, Venus y el planeta enano Plutón.
La NASA alentó a los científicos nacionales e internacionales a que presentaran propuestas de misión para el proyecto.
Nuevas Fronteras fue iniciado con el mismo enfoque innovador utilizado para pioneros programas de investigación Discovery y Explorer. Está diseñado para realizar misiones de bajo y medio coste, cuya construcción y lanzamiento no supere los 36 meses, sin llegar al nivel de las costosas misiones llevadas a cabo desde el programa Flagship. Actualmente hay tres misiones en curso, la New Horizons, lanzada el 19 de enero de 2006, Juno, lanzada el 5 de agosto de 2011, y OSIRIS-REx, lanzada el 8 de septiembre de 2016 desde cabo Cañaveral.

## Historia

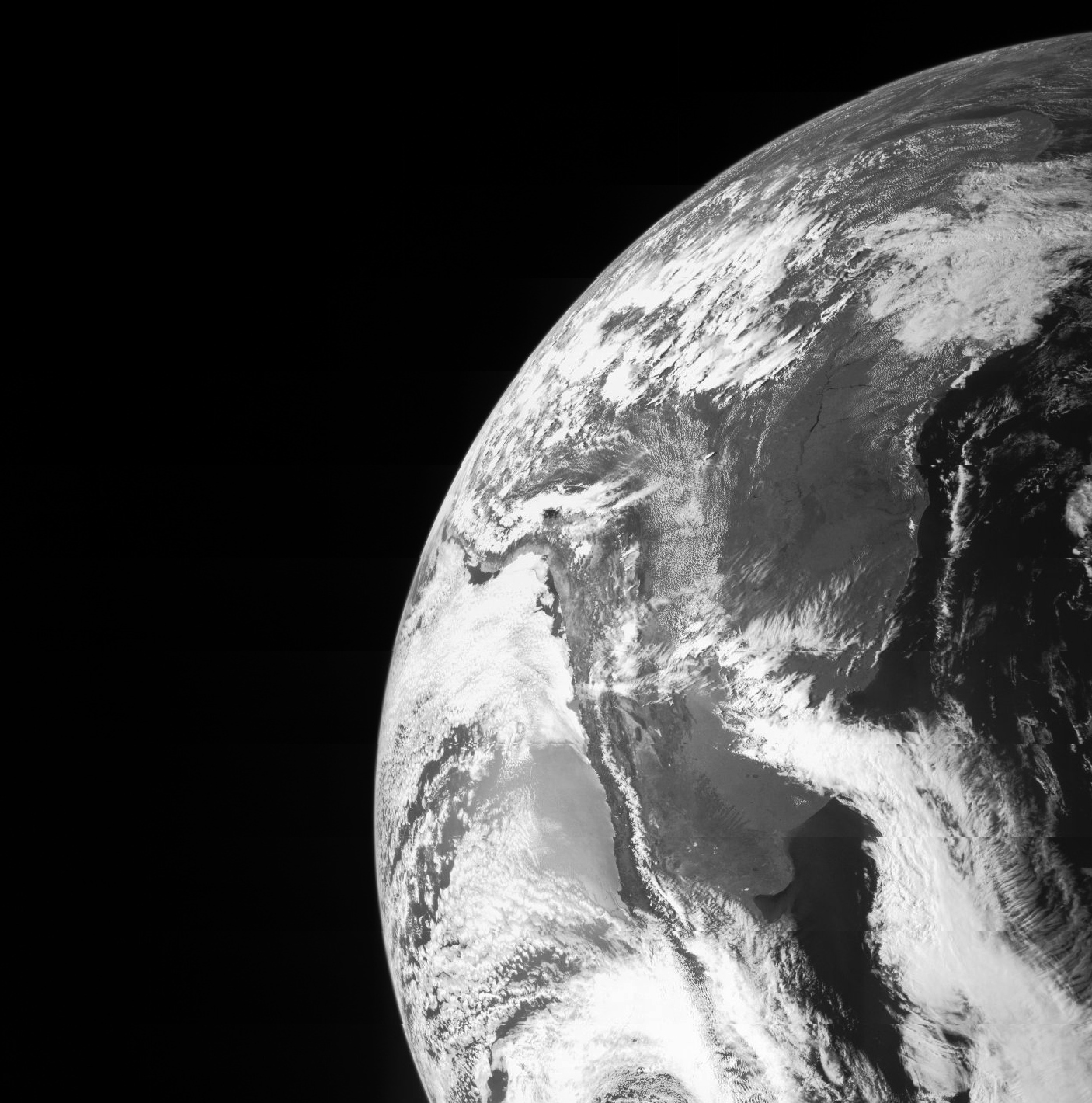
La Tierra vista desde Juno en octubre del año 2013 durante el sobrevuelo de la nave espacial con destino a Júpiter.

El programa New Frontiers fue producido y desarrollado por la NASA y bajo el visto bueno del Congreso en CY 2002 y 2003, gracias a la propuesta de dos directivos de la NASA, Edward J. Weiler, Administrador Asociado de Ciencia y Colleen Hartman, Directora de la División de Exploración del Sistema Solar. La misión a Plutón había sido prevista antes de que el programa fuese aprobado y financiado, por lo que la misión a Plutón, llamado New Horizons, estaba "garantizada" en el programa Nuevas Fronteras. En el 2003 una publicación en el Informe Decenal de Ciencia Planetaria (Fundación Nacional para la Ciencia), reveló varios destinos que servirían para iniciar el programa Nuevas Fronteras con seguridad. El nombre del programa lo eligió Colleen Hartman, seleccionando palabras de un discurso que pronunció el presidente John F. Kennedy en 1960, donde dijo "Estamos, hoy, en el borde de una nueva frontera".
Los ejemplos de los conceptos de misión propuestas incluyen dos tramos de varios conceptos de misión basado en metas de encuestas decenales .
Ejemplo de misiones previstas según los informes de dos publicaciones para las próximas décadas:
- Informe de la publicación New Frontiers in the Solar System: An Integrated Exploration Strategy
  - Explorar el planeta enano Plutón en el cinturón de Kuiper (realizado por New Horizons)
  - Sobrevolar el Polo Norte de Júpiter con sondas (en proceso por la sonda Juno)
  - Explorar Venus in-situ
  - Tomar muestras del Polo Sur de la Luna, tomar muestras de la Cuenca Aitken y regresar a la Tierra
  - Tomar muestras de la superficie de un cometa y regresar a la Tierra (similar a OSIRIS-REx, y también  'nave' Rosetta de la ESA, que orbitó y dejó caer un módulo de aterrizaje en un cometa entre 2014-2015)

- Informe de la publicación Vision and Voyages for Planetary Science in the Decade 2013–2022
  - Observador de la luna Io
  - Realizar una red geofísica de la Luna
  - Enviar una sonda a Saturno
  - Viajar hasta los troyanos de Júpiter y regresar a la Tierra

La sonda New Horizons ha logrado fines que estaban previstos en los programas Discovery y Flagship.

## Misiones en proceso

### New Horizons(New Frontiers 1)

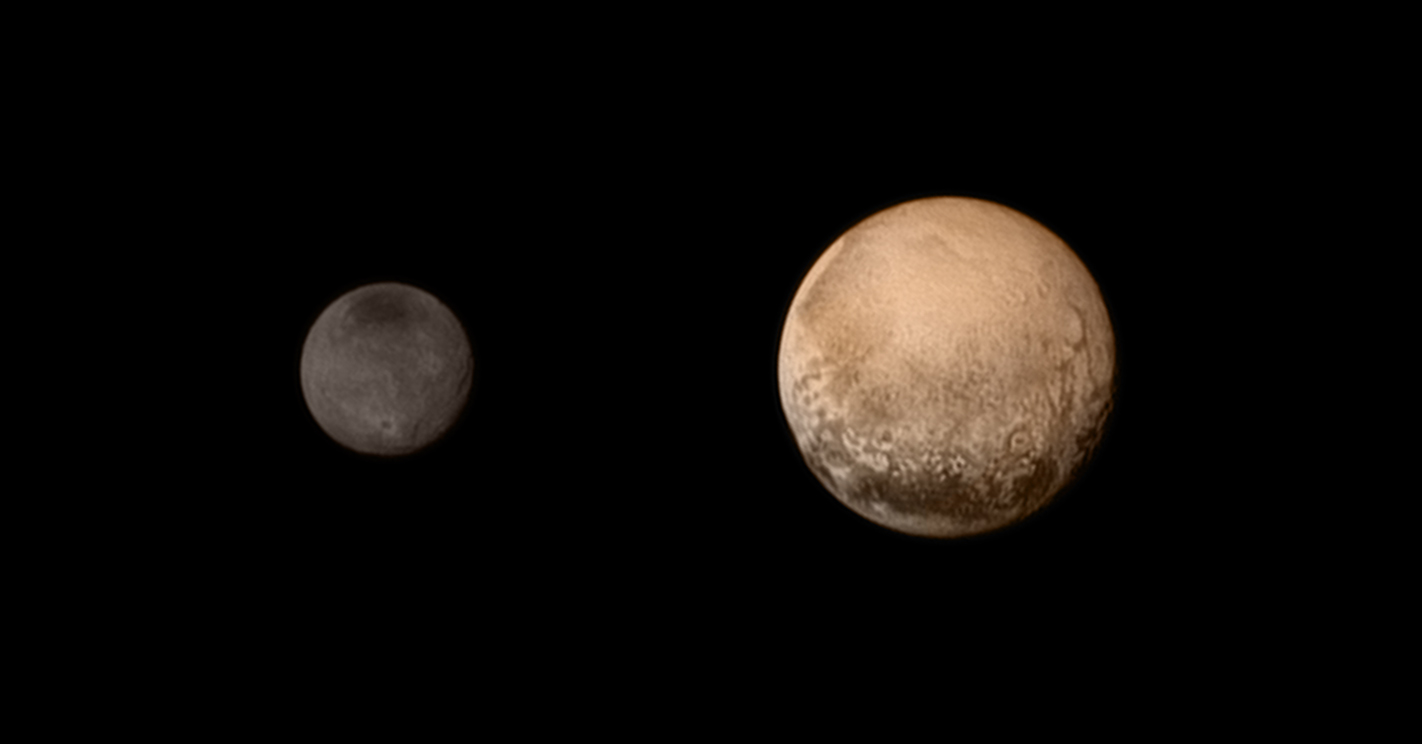
Imágenes de Caronte (izquierda) y Plutón (derecha) vistas y remitidas a la Tierra desde la sonda New Horizons el 11 de julio de 2015.

New Horizons, misión con destino a Plutón, sonda lanzada el 19 de enero de 2006. Con la ayuda de la fuerza de la gravedad de Júpiter, toma velocidad y sigue dirección a Plutón. El sobrevuelo cuya finalidad se pretendía se produjo el 14 de julio de 2015 y la nave espacial se dirigió a continuación hacia el Cinturón de Kuiper para estudiar objetos clásicos que se encuentran allí, de los cuales, el primero en ser estudiado será 2014 MU69, seleccionado entre cinco posibles. Estaba prevista lanzar otra misión paralela denominada New Horizons 2.

### Juno(New Frontiers 2)

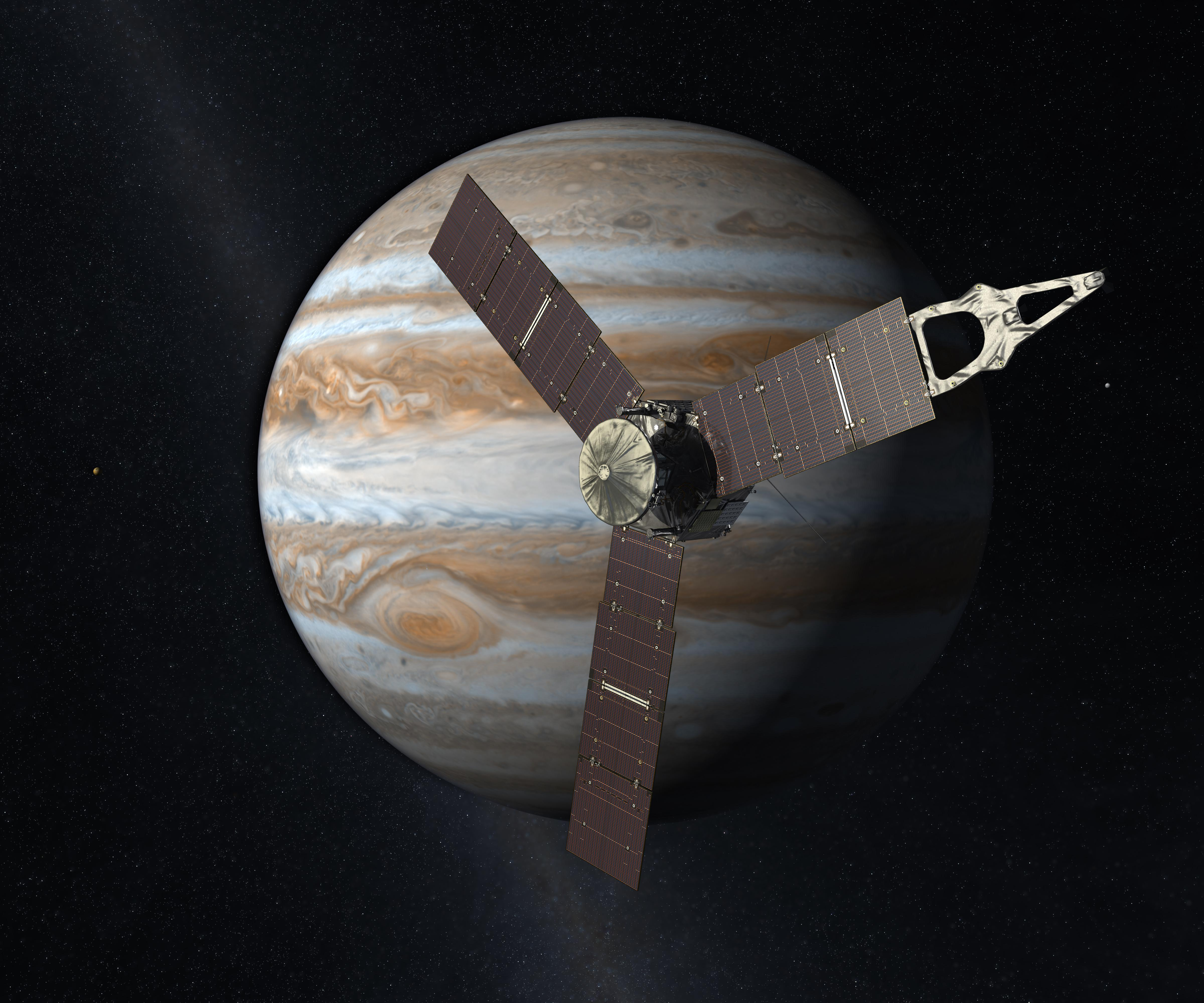
Representación artística de la sonda Juno acercándose a Júpiter

La sonda Juno tiene como misión explorar el planeta Júpiter. Lanzada el 5 de agosto de 2011, llegó a su destino el 5 de julio de 2016. Es la primera nave espacial cuya misión es explorar un planeta exterior del Sistema Solar. La nave alcanzará un órbita polar con el fin de estudiar el campo magnético del planeta y su estructura interna.
La sonda Galileo, lanzada por la NASA, con destino a Júpiter proporcionó un amplio conocimiento acerca de su atmósfera superior, sin embargo, es necesario un mayor estudio del planeta para entender su origen y la naturaleza del Sistema Solar, así como de los planetas gigantes extrasolares en general. La sonda Juno está programada para abordar los siguientes objetivos de Júpiter:
- Comprender las propiedades dinámicas y estructurales de Júpiter a través del estudio de la masa y el tamaño de su núcleo, estudio de sus campos gravitatorios y magnéticos, y la convección interna;
- Medir la composición de la atmósfera de Júpiter, particularmente las abundantes cantidades de gases condensables (H2O, NH3, CH4 and H2S), estudiar el perfil de temperatura de la atmósfera, el perfil de la velocidad del viento, nubes y la opacidad a mayores profundidades que la conseguida por la sonda Galileo, intentando soportar como máximo los 100 bar en varias latitudes;
- Investigar y caracterizar la estructura tridimensional de la magnetosfera polar de Júpiter.

### Osiris-Rex (New Frontiers 3)
La tercera misión del programa New Frontiers; OSIRIS-REx, acrónimo de Origins, Spectral Interpretation, Resource Identification, Security-Regolith Explorer (Orígenes, Interpretación Espectral, Identificación de Recursos, Seguridad, Explorador de Regolito). La finalidad de esta misión (lanzada el 8 de septiembre de 2016 desde cabo Cañaveral) es alcanzar el asteroide Bennu, hacer múltiples y diversas mediciones, y recoger muestras de su superficie para regresar a la Tierra y poder analizarlas, que será para septiembre de 2023. El presupuesto para la misión, sin incluir el vehículo de lanzamiento, está estimado alrededor de 800 millones de dólares. Los resultados de las muestras que se analicen ayudarán a los científicos a desvelar cuestiones sobre la formación del Sistema Solar y el origen de moléculas complejas necesarias para el origen de la vida. Bennu pertenece a los asteroides potencialmente peligrosos, con muchas probabilidades de colisionar con la Tierra en un futuro, siendo seguido desde el sistema de monitorización Sentry, encontrándose en tercer lugar de la lista de la Escala de Palermo. A finales del año 2100 existe un 0,07% de posibilidad de que pudiera chocar contra la Tierra, de ahí, el interés por conocer la composición y el efecto Yarkovsky del asteroide.

## Dragonfly (New Frontiers 4)
La misión Dragonfly fue propuesta en abril de 2017 dentro del programa New Frontiers de la NASA, por el laboratorio de física aplicada Johns Hopkins, siendo así seleccionada como uno de los dos finalistas en diciembre de 2017, para perfeccionar aún más el concepto de la misión que pretende llevar a cabo. El 27 de julio de 2019, Dragonfly fue finalmente seleccionada como la cuarta misión dentro del programa New Frontiers,con fecha de lanzamiento prevista para 2027. Misión de astrobiología orientada al  satélite Titán, con el objetivo de evaluar su habitabilidad microbiana y estudiar su química prebiótica en varios lugares. La Dragonfly realizará vuelos controlados y despegues y aterrizajes verticales entre múltiples ubicaciones diferentes en la superficie, lo que permitirá muestrear diversas regiones y contextos geológicos.